# Каљаче
Каљаче, назувак  или галоше (фр. galoches) је врста гумене обуће која се навлачи преко класичне обуће и служи као заштита од блата и воде. За разлику од гумених чизама се не навлачи на ногу у чарапама већ преко друге обуће. Користи се и у хемијској, нафтној, грађевинској, аутомобилској, фармацеутској, прехрамбеној индустрији, при пословима одржавања и чишћења, у медицини и сличним гранама индустрије.
Наводно су стари Римљани када су покорили Галију у Француској од истих видели обућу коју су назвали галоше. То је била врста чизме која је имала дрвене ђонове док је горњи део био од коже.